# Círculo Dourado
O Círculo Dourado (em islandês: Gullni hringurinn e em inglês: Golden Circle) é um circuito turístico no sudoeste da Islândia, com partida e chegada em Reiquiavique, numa extensão de 300 km, e com a duração de 1 dia.

O percurso começa e acaba na capital Reiquiavique, passando pelo Parque Nacional de Thingvellir, pela queda de água de Gullfoss e pelo vale com atividade geotérmica de Haukadalur, onde sobressaem os gêisers de Strokkur e Geysir.

## Galeria

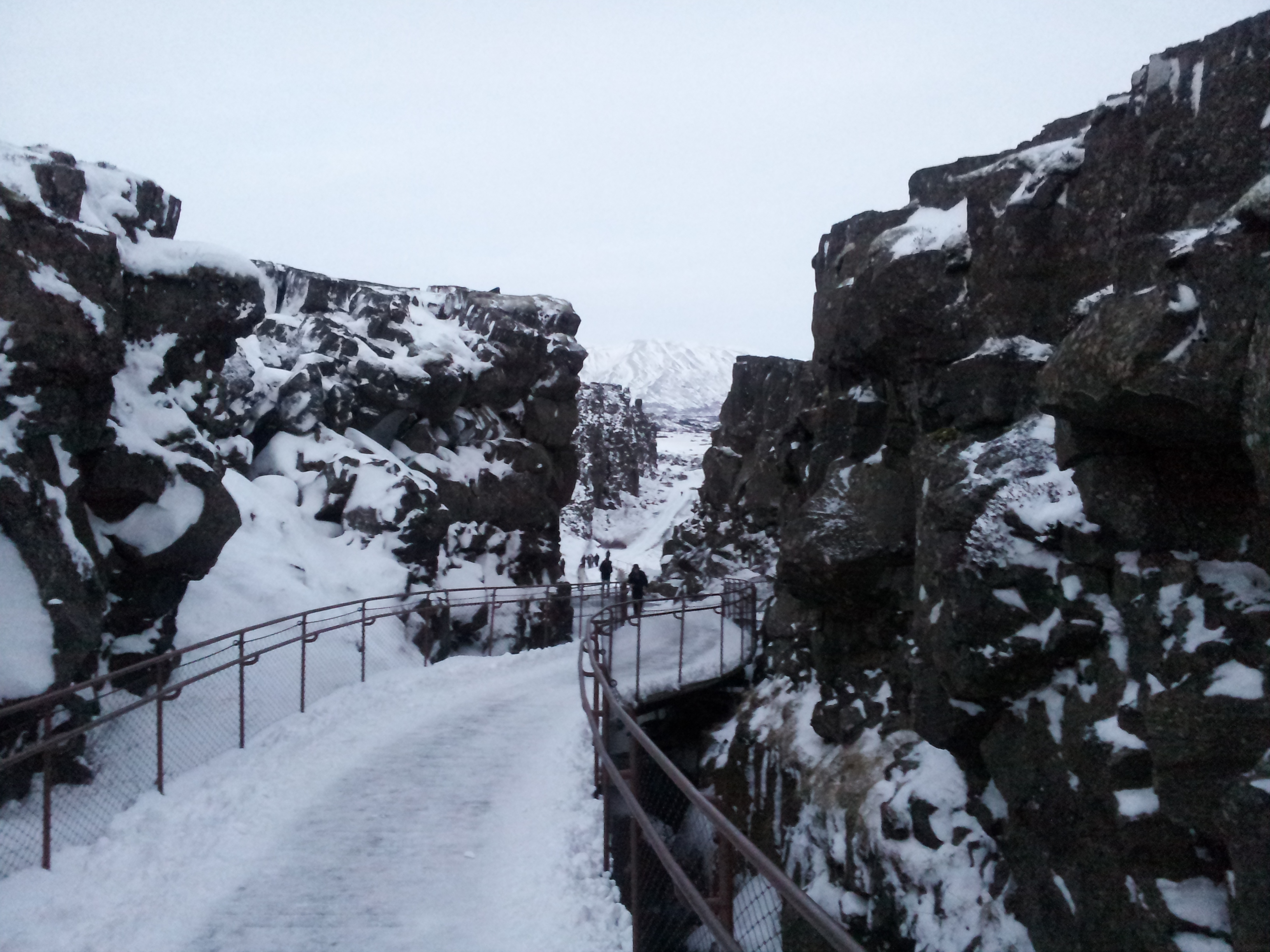
Parque Nacional Thingvellir
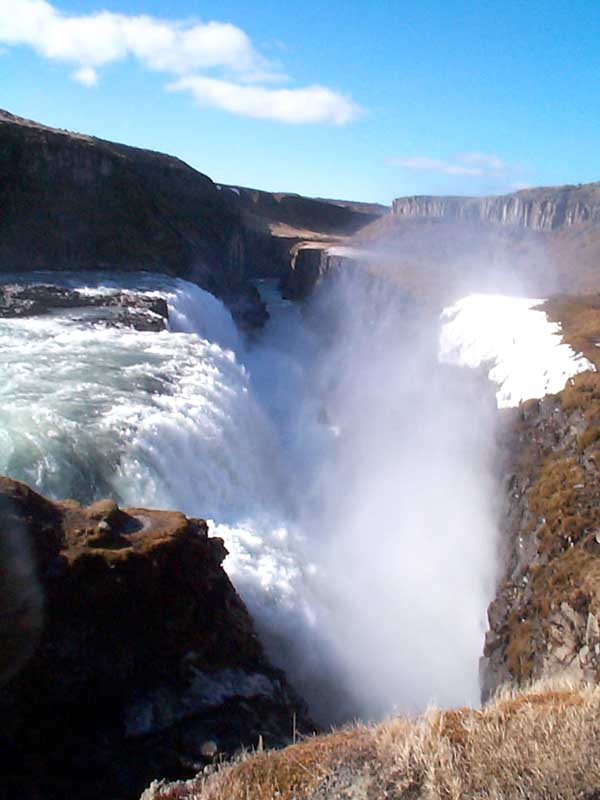
As cataratas de Gullfoss
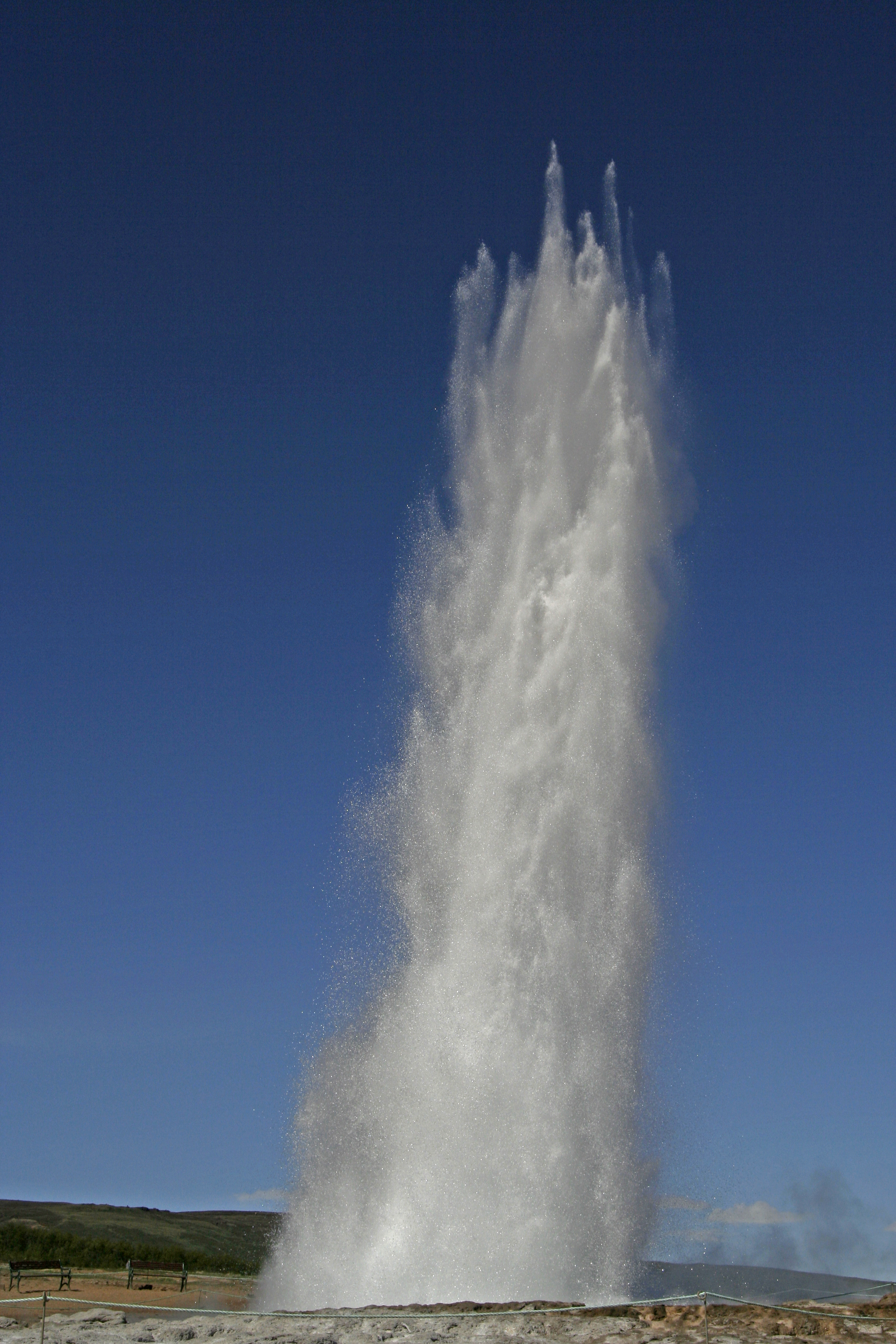
O gêiser Strokkur no vale de Haukadalur